# Idioma chamicuro
Chamicuro es un idioma latente, documentado pero no utilizado por hablantes nativos, anteriormente hablado como lengua nativa en Perú. El idioma fue utilizado por el pueblo chamicuro formado por cerca de cien personas. Los chamicuros aún viven en un afluente del río Huallaga, en Perú, en un área llamada Pampa Hermosa.
Al igual que con todas las lenguas indígenas en Perú, el chamicuro era por defecto un idioma oficial en el área en la que se hablaba. Algunos hablantes contribuyeron a crear un diccionario chamicuro, sin embargo, ningún niño habla ya el idioma acnetral del grupo ya que todos los chamicuros usan actualmente el idioma español para la comunicación cotidiana.
Ha existido una controversia con respecto a si el aguano es el mismo idioma, que un estudio (Ruhlen 1987) dice que lo es, aunque los chamicuros discreparon de esto (Wise, 1987). Esto podría deberse a razones culturales y a que ambos idiomas podrían ser mutamente inteligibles en realidad, pero las diferentes personas no se relacionan entre sí y mantienen diferentes nombres y connotaciones entre su idioma o idiomas.